# Nazim al-Qudsi
Nazim al-Qudsi in arabo ناظم القدسي‎?, Nāẓim al-Qudsī o Nadhim Al-Kudisi (Aleppo, 14 febbraio 1906 – Amman, 6 febbraio 1998) è stato un politico siriano e presidente della Siria dal 14 dicembre 1961 all'8 marzo 1963.

## Vita e formazione
Al-Qudsi nacque ad Aleppo il 14 febbraio 1906. Dopo aver conseguito il diploma di scuola superiore al Collegio Americano di Aleppo, Qudsi si laureò in giurisprudenza presso l'Università di Damasco. Successivamente conseguì un master presso l'Università americana di Beirut (AUB) e un dottorato di ricerca presso il Graduate Institute of International Studies dell'Università di Ginevra.

## Inizio carriera
Dopo la sua istruzione, Qudsi tornò in Siria nel 1935 e si unì al Blocco Nazionale, il principale movimento indipendentista antifrancese, e ne divenne uno dei membri di spicco ad Aleppo. Il Blocco Nazionale era un'organizzazione politica che cercava di emancipare la Siria dal controllo francese attraverso i mezzi diplomatici anziché con la resistenza armata. Nel 1936 si candidò al parlamento col Blocco nazionale e vinse. Si scontrò con la leadership del Blocco che non riuscì a impedire l'annessione di Alessandretta alla Turchia nel 1939. Di conseguenza, si dimise dai ranghi del Blocco. Qudsi creò una coalizione di intellettuali aleppini attorno a sé e a Rushdi al-Kikhya, un altro avvocato che condivideva le sue opinioni; i due politici si candidarono al Parlamento nel 1943, vincendo con facilità. Fecero pressioni contro l'elezione alla presidenza di Shukri al-Quwatli, un leader del Blocco Nazionale, che fu tuttavia eletto presidente nell'agosto 1943. Per placare l'opposizione, il nuovo presidente nominò Qudsi primo ambasciatore di Siria negli Stati Uniti. Qudsi fondò ex novo l'ambasciata siriana a Washington D.C., e il 19 marzo 1945 presentò le sue credenziali al presidente Franklin D. Roosevelt. Nel 1947, lui e Rushdi al-Kikhya fondarono ad Aleppo il Partito del Popolo. Il partito fu istituito come movimento di opposizione al regime di Quwatli e creato per controbilanciare il peso politico del Partito Nazionale, successore del Blocco Nazionale, fedele a Quwatli. I fondatori del Partito del Popolo erano principalmente notabili di Aleppo che miravano a creare un'unione tra Siria e Iraq, mantenendo un governo democratico e sostenendo legami più forti con l'Occidente. La famiglia reale hashemita di Baghdad sostenne il partito e finanziò molte delle sue attività.
Nel 1947, Qudsi si candidò al Parlamento con la tessera del partito e vinse. Fu rieletto nel 1949, nel 1954 e nel 1962. Votò contro la rielezione di Quwatli alla presidenza, ma la maggioranza parlamentare portò avanti le elezioni. Il 29 marzo 1949, l'amministrazione Quwatli fu rovesciata da un colpo di stato militare lanciato dal capo di stato maggiore Husni al-Za'im. Il nuovo capo siriano chiese a Qudsi di formare un governo ma lui rifiutò, sostenendo l'incostituzionalità del regime di Za'im e che, nonostante i suoi difetti, Quwatli fosse un presidente eletto costituzionalmente rispetto a Za'im ritenuto invece presidente “illegale”. Di conseguenza, Za'im lo fece arrestare e il Partito del Popolo fu chiuso. Fu rilasciato poco dopo e posto agli arresti domiciliari ad Aleppo. Divenne molto critico nei confronti di Za'im quando quest'ultimo chiuse il confine della Siria con la Giordania e l'Iraq e minacciò di entrare in guerra con entrambi i paesi, accusandoli di essere agenti della Gran Bretagna in Medio Oriente. Il 14 agosto 1949 sostenne un colpo di stato che rovesciò e uccise Za'im, lanciato dal generale Sami al-Hinnawi, un vecchio amico del Partito del Popolo e alleato dei reali hashemiti a Baghdad. Hinnawi creò un comitato politico per gestire gli affari politici in assenza di un governo ufficiale e nominò Qudsi alla sua massima leadership. Qudsi fece anche parte dell'Assemblea Costituente che elaborò una nuova costituzione per la Siria e divenne Ministro degli Affari Esteri nel primo gabinetto post-Za'im del primo ministro Hashim al-Atassi (un alleato del Partito del Popolo nonché membro fondatore e ex presidente del Blocco Nazionale). Il suo alleato Kikhiya divenne ministro degli Interni, mentre altri incarichi furono distribuiti analogamente tra membri del Partito del Popolo e gli indipendenti che si opponevano al vecchio regime. Qudsi condusse colloqui con il principe ereditario Abd al-Illah dell'Iraq per creare un'unione immediata tra Siria e Iraq ed effettuò numerosi viaggi a Baghdad a tale scopo. Formulò un accordo che richiedeva l'unione federale, preservando i governi indipendenti a Damasco e Baghdad e coordinando gli affari militari, economici, sociali, culturali e politici tra i due stati. Successivamente si recò al Cairo e il 1º gennaio 1951 propose alla Lega araba un programma simile per tutti gli stati arabi.

## Carriera prima del colpo di stato del 1961

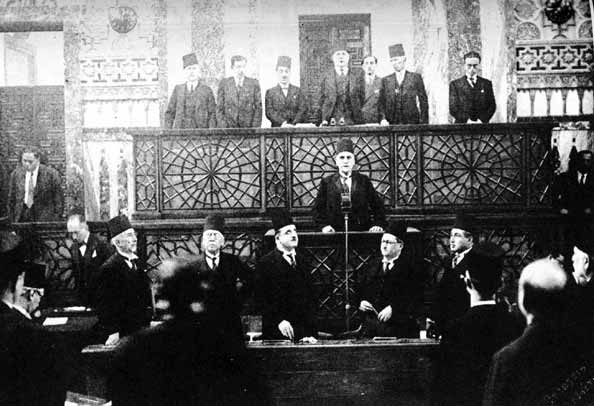
Nazim al-Qudsi (ultima fila, all'estrema destra) partecipa alla cerimonia di insediamento del presidente Hashim al-Atassi nel 1936.

Per portare avanti i colloqui unionisti, al-Atassi, che era stato da poco eletto presidente della repubblica, invitò Qudsi a formare un governo il 24 dicembre 1949. Quest'ultimo aderì, ma gli ufficiali militari posero il veto al suo gabinetto portandolo a dimettersi dall'incarico cinque giorni dopo essere salito al potere. Gli ufficiali sostenevano che il suo governo non includeva un ufficiale al suo interno e che molti dei suoi membri si erano dichiarati contrari all'ingerenza degli ufficiali negli affari politici. Il 4 giugno 1950, Qudsi creò un nuovo governo, meno estremista del primo, e riuscì a ottenere la sua approvazione nominando come ministro della Difesa il generale Fawzi Selu. Selu era il braccio destro del generale Adib al-Shishakli, l'uomo forte militare della Siria. Il gabinetto durò dieci mesi ma non fu in grado di portare avanti la questione unionista. Qudsi si dimise il 27 marzo 1951. Il 1º ottobre 1951 fu eletto Presidente del Parlamento. Poco dopo, il 28 novembre, Adib al-Shishakli prese il potere a Damasco e arrestò l'intera leadership del Partito del Popolo, accusandola di voler rovesciare il regime repubblicano siriano e sostituirlo con uno monarchico fedele alla Gran Bretagna e all'Iraq. Nominò Selu capo di Stato provvisorio e arrestò Qudsi, mandandolo nella prigione di Mezzeh. Fu rilasciato nel gennaio 1952 ma posto agli arresti domiciliari. Si unì alla resistenza e lavorò in segreto contro Shishakli, sostenendo un colpo di stato che lo depose nel febbraio 1954.
Nell'ottobre 1954, Nazim al-Qudsi divenne deputato nel primo parlamento post-Shishakli e fu eletto presidente il 14 ottobre 1954. Cercò di riconquistare parte della sua influenza negli ambienti politici, ma a quel punto il Partito del Popolo era caduto dalle grazie e pochi siriani sostenevano l'unione con l'Iraq. Era invece desiderata l’unione con l'Egitto, sotto la guida emergente del giovane e carismatico presidente Gamal Abd al-Nasser. Qudsi tentò invano di sfidare l'autorità di Nasser. Sosteneva delle idee filo-britanniche e filo-americane in un momento in cui la maggioranza dei siriani era diventata filo-Unione Sovietica. Invitò la Siria ad aderire al Patto di Baghdad, un trattato anglo-americano per fronteggiare il comunismo, e i giornali pro-Nasser lo accusarono di lavorare come agente degli hashemiti. Il 12 ottobre 1957 Qudsi si dimise dall'incarico e fu sostituito dal leader socialista pro-Nasser, Akram al-Hawrani. Votò contro l'unione siro-egiziana e quando i due paesi si unirono per formare la Repubblica Araba Unita (RAU) nel 1958, si dimise del tutto dalla vita pubblica e si ritirò ad Aleppo.

### Relazioni internazionali dopo la RAU
Il 28 settembre 1961 in Siria ebbe luogo un nuovo colpo di stato che rovesciò il governo della RAU. Qudsi manifestò il suo appoggio e si candidò al primo Parlamento post-unionista, diventando deputato ad Aleppo nel dicembre 1961. Si candidò pertanto alla carica presidenziale e vinse, diventando il primo leader siriano post-Nasser il 12 dicembre 1961. Come presidente, lavorò per ristabilire l'amicizia della Siria con i regimi anti-nasseristi in Giordania, Arabia Saudita e Libano, e per costruire legami con gli Stati Uniti e la Gran Bretagna. La famiglia hashemita di Baghdad, che aveva sostenuto la sua carriera negli ultimi trent'anni, era stata rovesciata da una sanguinosa rivoluzione militare nel luglio 1958. Qudsi non fu mai in buoni rapporti con i nuovi leader iracheni, in particolare con il leader della rivolta, il generale Abd al-Karim Qasim. L'Occidente, in particolare il presidente John F. Kennedy, accolse con favore l'ascesa di Qudsi e lo etichettò come un "amico" degli Stati Uniti. Per promuovere le relazioni della Siria con Washington, Qudsi nominò come ambasciatore siraino negli anni 1961-1963 Omar Abu-Riche, un famoso poeta di Aleppo che come lui era laureato all'Università di Beirut. Avviò un massiccio programma di riforma economica, ripristinando le fabbriche che erano state nazionalizzate da Nasser quando era a capo della RAU e licenziando dall'incarico tutti i funzionari filo-nasseristi. Tutti gli ufficiali ancora fedeli al presidente egiziano furono congedati dall'esercito siriano. Qudsi elaborò una nuova costituzione per la Siria, ripristinò i partiti politici fuorilegge e ricevette prestiti dalla Banca Mondiale per ricostruire la disastrata economia siriana.

## Mandato presidenziale
Il presidente Qudsi si scontrò con i funzionari che lo avevano portato al potere e cercò di emarginare il loro ruolo negli affari politici. Nominò come primo ministro Maarouf al-Dawalibi, un veterano del Partito del Popolo con opinioni dichiaratamente anti-ufficiali, e Rashad Barmada dello stesso partito Ministro della Difesa. Amareggiato dalla sua esperienza con gli ufficiali sin dall'era Shishakli, Dawalibi iniziò a frenare la loro influenza in tutti gli affari di stato e a centralizzare le questioni nelle mani di Qudsi e del governo. Il 28 marzo 1962 ebbe luogo in Siria un colpo di stato, lanciato dal colonnello Abd al-Karim al-Nahlawi. Qudsi e Dawalibi furono arrestati e accusati di abuso di potere e di persecuzione degli ufficiali dell'esercito siriano. Il 2 aprile scoppiò un controcolpo di stato, guidato dal capo di stato maggiore Abd al-Karim Zahr al-Din, che ordinò a tutte le truppe di schierarsi al fianco del presidente Qudsi. L'esercito obbedì, liberando Qudsi dalla prigione e ripristinando il Parlamento dissolto. Qudsi si rifiutò di arrestare o uccidere Nehlawi, ma arginò il suo potere nominandolo addetto militare in Indonesia, un incarico puramente cerimoniale. Cercò inoltre di placare gli ufficiali e i socialisti invitando Bashir al-Azma, un medico che era stato vicino a Nasser e che aveva ricopertìto la carica di ministro della Sanità sotto la RAU, a diventare primo ministro nell'aprile 1962. Rashad Barmada, il consigliere di Qudsi e amico di lunga data divenne vice primo ministro. Il suo gabinetto comprendeva membri del partito socialista Ba'ath che era pro-nasserista. Qudsi e Azma inviarono il ministro degli Esteri Adnan al-Azhari al Cairo per ricucire i rapporti con il presidente egiziano. Quando però ciò non riuscì, presentarono una ricorso alla Lega araba, accusandolo di voler destabilizzare la Siria interferendo negli affari interni e invitando l’esercito a ribellarsi al governo. L'8 marzo 1963, tuttavia, ebbe luogo in Siria un altro colpo di stato, lanciato dal Comitato militare del partito Ba'ath. Gli ufficiali saliti al potere si impegnarono a restaurare la RAU e fecero arrestare Qudsi che fu rilasciato dopo un po' di tempo. Qudsi si trasferì in Libano, in Europa e infine in Giordania dove visse in esilio fino alla sua morte nel febbraio 1998.